# 前程万里

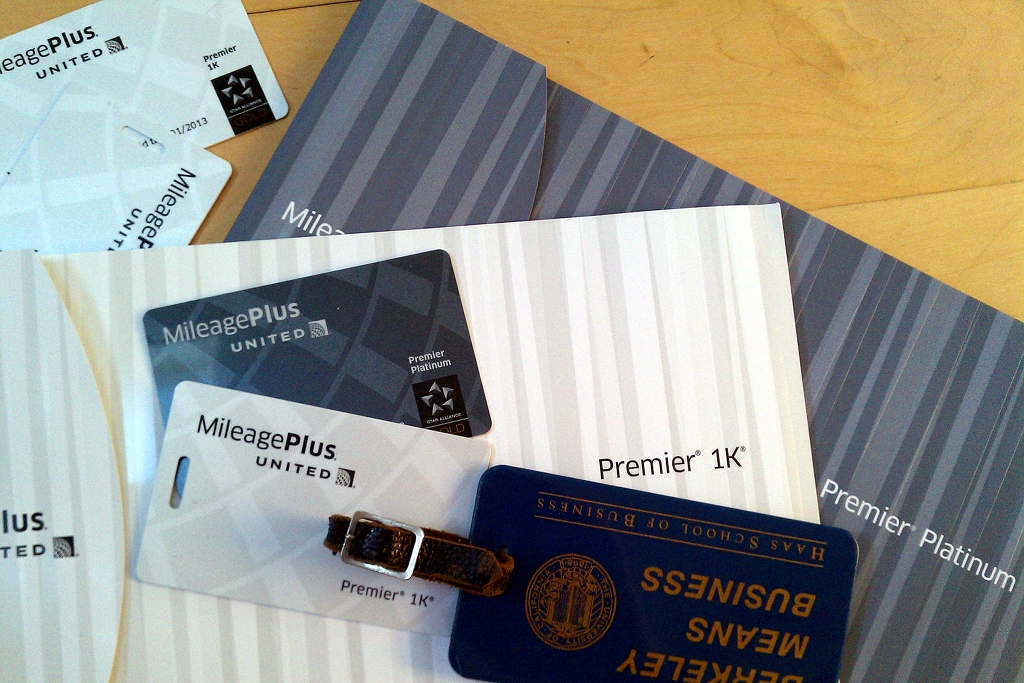
前程万里会员卡

前程万里是联合航空所属的飞行常客计划，其会员可通过购买指定机票类型获取奖励及积分 。2010年美联航与美国大陆航空达成合并协议后，美联航前程万里（United Mileage Plus）被选为合并后航空公司的常旅客计划。该计划随后更名为前程万里（MileagePlus），并与其他星空联盟合作伙伴及其他航司与旅游业相关企业保持其原有的合作关系。
继2012年3月3日整合美国大陆航空OnePass之后，巴拿马航空和哥伦比亚巴拿马航空也改用前程万里作为其常旅客计划。新计划的会员号码则继续采用OnePass所用的格式（2个字母 + 6位数字），取代旧前程万里号码格式（11位数字），已经拥有OnePass的会员将继续保留其现有的会员号码。2015年3月，巴拿马航空宣布将替代前程万里计划，转而采用名为ConnectMiles的新飞行常客计划。